# Тамер, Туна
Тамер Туна (тур. Tamer Tuna; род. 1 июля 1976, Ханак, Ардахан) — турецкий футболист, полузащитник. Ныне тренер.

## Клубная карьера
Тамер Туна является воспитанником молодёжной академии «Галатасарая». В сезоне 1994/95 он был переведён в главную команду и сразу отдан в аренду в клуб низшей лиги «Петрол Офиси СК». После этого сезона он перешёл в «Денизлиспор». Через два года Туна отправился в «Дарданелспор», за этим последовали выступления за «Трабзонспор» и «Бешикташ». С «Бешикташем» он стал чемпионом Турции в сезоне 2002/03.
После этого успеха Тамер Туна играл за «Бурсаспор», «Самсунспор», «Шекерспор», «Газиантепспор» и «Истанбулспор», а в 2005 году провёл 20 матчей за российский «Терек» из Грозного. С января 2009 года по октябрь 2010 года Туна снова выступал за «Дарданелспор», а затем завершил свою игровую карьеру.

## Международная карьера
Тамер Туна выступал за молодёжную сборную Турции, а 15 ноября 2000 года провёл свой единственный матч за основную сборную Турции против Франции.

## Тренерская карьера
После завершения игровой карьеры Туна остался в «Дарданелспоре» как тренер юношеской команды, а летом 2011 года был назначен главным тренером команды. При нём клуб выиграл Лигу 3 и вышел в Лигу 2. В октябре 2013 года Туна покинул поста тренера команды.
В ноябре 2013 года он был назначен помощником главного тренера клуба «Газиантепспор», помогая своему бывшему товарищу по команде Сергену Ялчину.
С 2015 года Туна тренировал молодёжь «Бешикташа».

## Достижения

### В качестве игрока
БешикташЧемпион Турции 2002/03

### В качестве тренера
ДарданелспорПобедитель турецкой Лиги 3 2012/13